# Lamontzée
Lamontzée (en wallon Al Monzêye) est une section de la commune belge de Burdinne, située en Région wallonne dans la province de Liège.
C'était une commune à part entière avant la fusion des communes de 1977.
Village d'environ 250 habitants dans la région de Hesbaye, situé dans le parc naturel Burdinale-Mehaigne, classé par la Région wallonne et soumis de ce fait à un règlement urbanistique spécifique, le RGBSR .

## Démographie
- Sources:INS, Rem:1831 jusqu'en 1970=recensements, 1976= nombre d'habitants au 31 décembre